# Wonder Boy
Wonder Boy ist eine Computerspielserie, die über Jahre zahlreiche Spiele verschiedenster Genres hervorgebracht hat.

## Wonder Boy
Der erste Teil der Reihe erschien 1986 und wurde von Escape entwickelt, welche sich kurze Zeit später in Westone Co. Ltd. umbenannten. Veröffentlicht wurde es von Sega zuerst in der Spielhalle. Später folgten Konvertierungen von Sega selbst für das SG-1000, Master System und den Game Gear (In den USA wurde diese Version Revenge of Drancon betitelt), während ms Activision die Entwicklung der Versionen für die Heimcomputer übernahm. Wonder Boy erschien hierbei für den C64, das ZX Spectrum und den Amstrad CPC. 2004 veröffentlichte Sega eine detailgetreue Umsetzung der Spielautomatenversion für Mobiltelefone.
Die Hauptfigur im ersten Teil hieß Tom-Tom und das Ziel des Spiels war es, Tom-Toms Freundin Tanya zu befreien, die von dem Monster Drancon entführt worden war. Wonder Boy präsentierte sich hierbei als von links nach rechts scrollendes Jump ’n’ Run. Hauptaufgabe war das Einsammeln von Früchten, welche eine Energieleiste auffüllte. Diese fungierte nicht nur als Anzeige der Lebensenergie, sondern auch als eine Art Uhr, die kontinuierlich dem Ende zulief. War alle Lebensenergie verbraucht, verlor man ein Leben. Daneben galt es noch zahlreiche Gegner zu bekämpfen, darunter große Schnecken, Schlangen und Bienen. Als Waffe konnte man prähistorisch aussehende Hämmer einsetzen. Diese verbargen sich, neben anderen Gegenständen wie einem Skateboard oder einer magischen Elfe, in großen Eiern, die man erst durch Darauf-Springen zerbrechen musste.
Das Spiel umfasste insgesamt neun unterschiedliche Gebiete mit jeweils vier Abschnitten. Am Ende jeden Gebietes erfolgte ein Kampf gegen Drancon. Die Abschnitte unterschieden sich grafisch, indem z. B. Höhlen oder Waldlandschaften dargestellt wurden.

## Wonder Boy in Monster Land
Bereits 1987 wurde der Nachfolger präsentiert, der sich spielerisch stark vom Vorgänger unterschied und mehr einem Action-Adventure mit leichten Rollenspielelementen entsprach. Entwickelt wurde auch dieser Teil von Westone Co. Ltd. und abermals übernahm Sega sowohl die Veröffentlichung als auch die Entwicklung der Spiele für das Sega Master System, während Activision das Spiel für Amiga, C64, Atari-ST und ZX Spectrum veröffentlichte. In Japan hieß das Spiel Super Wonder Boy Monster World. Zwei weitere Versionen waren die an eine Animeserie angelehnte TurboGrafx 16 Version von Hudson Soft, welche unter dem Bikkuriman World erschien und eine Version von Tec-Toy, wobei hier alle Charaktere durch Figuren des in Brasilien populären Comics Turma da Mônica ersetzt wurden. In Deutschland gab es eine für Spielhallenautomaten veröffentlichte Version in deutscher Sprache.
Die Handlung spielt elf Jahre nach Wonder Boy. Tom-Tom muss abermals losziehen, dieses Mal gilt es einen bösen Drachen und seine Armee von Monstern zu besiegen. Unterstützung erhält Tom-Tom von den Bewohnern des Landes, die ihm hilfreiche Ausrüstungsgegenstände wie Schilder, Rüstungen und Schuhe verkaufen, aber auch von den Lokalbetreibern, die neben dem Verkauf von Bier, das die Lebensenergie auffüllt, auch hilfreiche Tipps geben. Hilfreich ist dies vor allem kurz vor einem der zahlreichen Zwischengegner, der sich Sphinx nennt und nur schwierig auf normale Weise durch Angriffe besiegt werden kann, aber aufgibt, wenn man seine Frage richtig beantwortet. Insgesamt umfasst das Spiel elf Abschnitte, welche durch Höhlen, Wälder, Städte und Pyramiden aber auch den Grund eines Sees führen.
Obwohl das Spiel relativ kurz ist, hat es einen enormen Schwierigkeitsgrad. Eine Sanduhr läuft herunter und ist sie abgelaufen, verliert man eines der wenigen Herzen, welche die Lebensenergie darstellen. Auffüllen kann man die Uhr nur durch das Kaufen von Gegenständen in Geschäften oder durch aus Aufsammeln der wenigen Sanduhrsymbole die an bestimmten Stellen im Spiel auftauchen. Auch bietet das Spiel weder ein Passwortsystem noch eine Batterie zur Spielstandspeicherung, das Durchspielen an einem Stück war also gefordert.

## Wonder Boy III: Monster Lair
Mit Monster Lair wird abermals ein neues Genre ausprobiert. Westone Co. Ltd. versuchte nun an einem Shoot ’em up mit Jump ’n’ Run Elementen. Tom-Tom tritt hier nicht auf, dafür ein Junge mit grünem Haar bzw. ein Mädchen mit rosafarbenem Haar, wenn das Spiel von zwei Spielern gespielt wird. Veröffentlicht wurde es 1988.
Zurückgekommen aus Teil eins sind die einsammelbaren Früchte, welche auch hier wieder eine Energiezeile auffüllen. Neu ist der sich ständig selbstscrollende Bildschirm. Während man zuerst zu Fuß unterwegs ist und Gegner mit Projektilen beseitigt, welche man mit einem Schwert abfeuert, ist man später auf auch fliegenden Tieren unterwegs, das Spiel ähnelt hierbei stark Shoot ’em ups wie R-Type, da es Bonusgegenstände gibt, die neue Waffen oder Schutzschilde herbeirufen.
1990 konvertierte NEC das Spiel für das TurboGrafx 16. 1991 wurde es von Sega für das Sega Mega Drive veröffentlicht.

## Wonder Boy III: The Dragon’s Trap
Westone Co. Ltd. übernahm wieder die Entwicklung eines weiteren Wonder-Boy-Teils. Dieser ist der direkte Nachfolger zu Monster Land und wurde in Japan unter dem Titel Monster Land II: Dragon no Wana für das Sega Master System veröffentlicht. Das Spiel startet direkt am Ende des zweiten Teils. Als vollständig ausgerüsteter Tom-Tom steht man wieder dem Mecha-Drachen gegenüber, von dem die Spielfigur dieses Mal aber in eine feuerspeiende Eidechse (Lizard-Man) verwandelt wird. Das Ziel des Spielers ist nun, das so genannte Salamander Kreuz zu finden, um wieder in einen Menschen zurückverwandelt zu werden.
Spielerisch unterscheidet sich dieser Titel von seinem direkten Vorgänger kaum. Während aber dieses Spiel noch in Levels unterteilt war, besteht Dragon’s Trap aus einer großen Welt, in der man sich frei bewegen kann. Allerdings sind bestimmte Abschnitte nur dann erreichbar, wenn Tom-Tom in der richtigen Gestalt ist. Neben der feuerspeienden Eidechse wird man noch in weitere Charaktere wie eine Maus, einen Löwen oder einen Piranha verwandelt. All diese Formen bieten unterschiedliche Fähigkeiten und Vorteile. So kann man beispielsweise nur in der Form des Piranhas schwimmen und als Maus ist man klein und erreicht spezielle Orte. Im Gegensatz zum Vorgänger wird nun auch ein Passwortsystem geboten, durch das man jederzeit das Spiel beenden kann, ohne beim nächsten Mal wieder komplett von vorne zu beginnen.
Konvertiert wurde das Spiel von Sega für den Game Gear. Diese Version erschien 1992 und um Verwirrungen mit Monster Lair zu vermeiden, welches ebenfalls als dritter Teil geführt wurde, veröffentlichte man es schlicht unter dem Titel Wonder Boy: The Dragon’s Trap. Eine grafisch überarbeitete Fassung wurde von Hudson Soft für das TurboGrafx 16 unter dem Titel Dragon’s Curse veröffentlichte. Tec-Toy machte sich abermals daran, das Spiel in Brasilien mit den Figuren des Turma da Mônica Comics zu produzieren. Dort hieß das Spiel dann Turma da Mônica em o Resgate
Am 18. April 2017 erschien ein Remake des Spiels (betitelt wie die Game-Gear-Version Wonder Boy: The Dragon’s Trap) für PlayStation 4, Nintendo Switch und Xbox One, welches am 8. Juni 2017 auch für den PC erschien. Die Neuauflage erhielt laut Metacritic überwiegend positive Kritiken.

## Wonder Boy in Monster World
1991 produzierte Westone Co. Ltd. den insgesamt fünften Teil der Reihe für das Sega Mega Drive. In Japan erschien es unter dem Titel Wonder Boy V Monster Land III, es ist der bislang letzte Teil der Reihe, der offiziell in Englisch veröffentlicht wurde.
Auch wenn das Spiel als Fortsetzung von Dragon’s Trap gilt, hat es mit dieser Handlung nur wenig zu tun, auch spielt man nun mit einem neuen Charakter namens Shion. Wesentlich stärker wurden die RPG-Elemente des Spiels ausgebaut. So konnte man nun mit den Bewohnern der Städte sprechen und erhielt von diesen bestimmte Quests, die es zu lösen galt. Dadurch erhält das Spiel eine enorme Tiefe, da bestimmte Charaktere wie etwa der weise Drache oder Prinzessin Shiela Purapril eine durchaus wichtige Rolle spielen.
Auch gab es ein kleines Levelsystem, um Angriffs- und Verteidigungswerte sowie die Lebensenergie zu steigern. Auch geht es wieder darum, möglichst viel Gold zu sammeln, um dieses in bessere Ausrüstung zu investieren.
Veröffentlicht wurde das Spiel mit einer Batterie, so dass man jederzeit einen Spielstand abspeichern konnte.
1993 wurde das Spiel für das Master-System konvertiert. Diese Version bot weniger und kürzere Levelabschnitte und keine Batterie, aber ein Passwortsystem das mit 40 Stellen allerdings übertrieben kompliziert war.
Tec-Toy veröffentlichte in Südamerika das Spiel unter dem Titel Turma da Mônica na Terra Dos Monstros und Hudson brachte unter dem Namen The Dynastic Hero eine um animierte Zwischensequenzen erweiterte Version für das TurboGrafx CD heraus.

## Monster World IV
Exklusiv in Japan erschien Anfang 1994 der bislang letzte Teil der Reihe abermals für das Sega Mega Drive, auch wenn diese die Bezeichnung Wonder Boy hinter sich ließ. Dies ist wohl darauf zurückzuführen, dass man dieses Mal eine weibliche Figur namens Arscha/Asha steuert.
Spieltechnisch unterscheidet es sich kaum vom Vorgänger.
Erst 2002 wurde dieses Spiel von einigen Fans in die englische Sprache übersetzt. In Nordamerika war das Spiel durch Gametap, den Onlinespieleservice von TBS erhältlich, allerdings ebenfalls nur in japanischer Sprache.
Das Spiel ist seit 2012 auch in Deutschland erhältlich. Es wird für die Wii, Playstation 3 und XBox 360 als Download angeboten.

## Monster World Complete Edition
Diese Sammlung erschien 2007 in der Sega Ages 2500 Reihe für die PlayStation 2. Sie enthält:
- Wonder Boy in den Arcade, Sega Mark III, Game Gear (Japan), Game Gear (US/Europe) und SG-1000 Fassungen
- Wonder Boy in Monster Land in den Arcade und Master System Fassungen
- Wonder Boy III: Monster Lair in der Arcade und Mega Drive Fassung
- Monster World II sowohl in der japanischen als auch der US/Europa Fassung vom Game Gear und der Master System Version
- Wonder Boy: Monster World III in der Mega Drive und Master System Fassung
- Monster Land IV - Mega Drive Version

## Adventure Island
Hudson Soft entwickelte 1986 mit Adventure Island 1986 einen Klon des Spiels für das Nintendo Entertainment System und MSX-Computer. Da Westone das Trademark an Wonder Boy an Sega abgetreten hatte, konnten Dritte wie Jaleco und Hudson Soft das Spiel lizenzieren. Hierfür mussten die Firmen die Spielcharaktere und den Titel austauschen. Die später erschienenen Adventure Island II - IV stellen im Gegensatz zum ersten Teil komplett eigene Entwicklungen dar.